# Chemilly-sur-Yonne
Chemilly-sur-Yonne – miejscowość i gmina we Francji, w regionie Burgundia-Franche-Comté, w departamencie Yonne.
Według danych na rok 1990 gminę zamieszkiwało 841 osób, a gęstość zaludnienia wynosiła 147 osób/km² (wśród 2044 gmin Burgundii Chemilly-sur-Yonne plasuje się na 277. miejscu pod względem liczby ludności, natomiast pod względem powierzchni na miejscu 1195.).